# Sophronica sansibarica
Sophronica sansibarica är en skalbaggsart som beskrevs av Stefan von Breuning 1939. Sophronica sansibarica ingår i släktet Sophronica och familjen långhorningar.
Artens utbredningsområde är Gabon. Inga underarter finns listade i Catalogue of Life.